# Фёдорова, Анастасия Андреевна
Анастасия Андреевна Фёдорова (род. 20 марта 2001) — российская гандболистка, разыгрывающая «ЦСКА» и «ЦСКА-2», также играет на позиции левой крайней. Ранее играла за дубль команды «Луч».

## Биография
Анастасия Фёдорова родилась 20 марта 2001 года.
Начала заниматься гандболом в 2010 году в Бокситогорске на базе МБОУ ДО «БДЮСШ» под руководством Юлии Закатовой. Играет на позиции разыгрывающей и левой крайней.
Выступала в дублях команды «Луч», также играла за сборную Ленинградской области. В сезоне 2018/2019, выступая за клуб первенства России среди женских команд, забила 145 голов при 244 бросках.
В 2019 году перешла в только созданный московский «ЦСКА» и играла в составе дубля до 2021 года. Она по приглашению главного тренера «армейцев» Яна Лесли принимала участие в тренировках с основной сборной в декабре 2019 года. В сезоне 2019/2020 отличилась 53 раза, нанеся 100 бросков.
31 марта 2021 года в последнем матче предварительного раунда женской Суперлиги против «Уфы-Алисы» сыграла в составе основной команды, отличившись шестью голами в ворота соперниц, причём реализовала все свои броски. Она также играла в начале сезона играла в выездных матчах в Уфе и Ижевске. В тех двух играх, прошедших в августе 2020 года, Анастасия забила всего один гол, нанеся пять бросков.

## Примечание
1. 1 2 3 4 5 6  Федорова Анастасия Андреевна. Федерация гандбола России. Дата обращения: 1 апреля 2021. Архивировано 24 декабря 2018 года.
2. 1 2 3 4  Анастасия Федорова. Профессиональный гандбольный клуб ЦСКА. Дата обращения: 1 апреля 2021. Архивировано 30 сентября 2020 года.
3. 1 2  Анастасия Федорова: "Спокойствие Яна Лесли передается всей команде, и ему не приходится беспокоиться о ходе тренировочного процесса". Гандбол. Сайт «Быстрый центр». Дата обращения: 1 апреля 2021. Архивировано 23 мая 2022 года.
4. ↑  Суперлиги Париматч. ЦСКА завершает предварительный этап победой над «Уфой-Алисой». Профессиональный гандбольный клуб ЦСКА (31 марта 2021). Дата обращения: 1 апреля 2021. Архивировано 31 марта 2021 года.